# Chrysotrichia hutapadangensis
Chrysotrichia hutapadangensis är en nattsländeart som beskrevs av Wells och Malicky 1997. Chrysotrichia hutapadangensis ingår i släktet Chrysotrichia och familjen smånattsländor. Inga underarter finns listade i Catalogue of Life.